# 杉戸アキラ
杉戸 アキラ（すぎと アキラ）は、日本の漫画家。

## 略歴
- 2007年、『海の星』でサンデーまんがカレッジに入選。同年、同作が『週刊少年サンデー超』（小学館）に掲載され、商業誌デビューを果たす。
- 2009年、『フェイスマン』が『週刊少年サンデー超』（小学館）に読切として掲載。
- 2011年、『週刊少年サンデーS』（小学館）および『クラブサンデー』（同）にて、『電脳怪奇譚サイバーワン』を連載。
- 2013年、『週刊ヤングジャンプ』（集英社）にて、『ボクガール』を連載。
- 2019年、『週刊ヤングジャンプ』（集英社）にて、『MoMo -the blood taker-』を連載。

## 作品リスト

### 連載
- 電脳怪奇譚サイバーワン （『週刊少年サンデーS』2012年1月号[1] - 2012年3月号、『クラブサンデー』2011年12月27日 － 2013年3月19日）
- ボクガール （『週刊ヤングジャンプ』2013年[2] - 2016年）
- MoMo -the blood taker-（『週刊ヤングジャンプ』2019年9号[3] - 2021年30号）
- 東京怪人ラプソディ（『コミプレ』2022年11月25日[4] - 連載中）

### 読み切り
- 海の星 （『週刊少年サンデー超』2007年5月25日号）
- フェイスマン （『週刊少年サンデー超』2009年8月25日号、『クラブサンデー』 2009年9月15日）
- 宇宙侍カラブキ見参！（『週刊ヤングジャンプ』2016年35号[5]）
- 野生妹！うまるちゃん（『週刊ヤングジャンプ』2015年32号[6]） - 『干物妹!うまるちゃん』のスピンオフ読み切り企画「◯◯妹！うまるちゃん」の第2弾[6]。

### 書籍
- 『電脳怪奇譚サイバーワン』、小学館〈少年サンデーコミックス〉、全3巻
  1. 2012年5月18日発売[7]、ISBN 978-4-09-123669-2
  2. 2013年1月18日発売[8]、ISBN 978-4-09-124178-8
  3. 2013年2月18日発売[9]、ISBN 978-4-09-124190-0
- 『ボクガール』、集英社〈ヤングジャンプ・コミックス〉2014年 - 2016年、全11巻
- 『MoMo -the blood taker-』、集英社〈ヤングジャンプ・コミックス〉、全9巻
  1. 2019年4月19日発売[10][11]、ISBN 978-4-08-891288-2
  2. 2019年8月19日発売[12]、ISBN 978-4-08-891322-3
  3. 2019年11月19日発売[13]、ISBN 978-4-08-891386-5
  4. 2020年2月19日発売[14]、ISBN 978-4-08-891477-0
  5. 2020年6月19日発売[15]、ISBN 978-4-08-891546-3
  6. 2020年9月18日発売[16]、ISBN 978-4-08-891655-2
  7. 2020年12月18日発売[17]、ISBN 978-4-08-891733-7
  8. 2021年4月19日発売[18]、ISBN 978-4-08-891854-9
  9. 2021年7月16日発売[19]、ISBN 978-4-08-892031-3
- 『東京怪人ラプソディ』、ヒーローズ〈ヒーローズコミックスわいるど〉、既刊2巻（2024年8月29日現在）
  1. 2023年7月28日発売[20]、ISBN 978-4-86468-190-2
  2. 2024年8月29日発売[21]、ISBN 978-4-86468-280-0

## その他
- 自画像にはウーパールーパーのような姿を用いている。[要出典]

## 師匠
- 大高忍[22]
- 中山敦支[23]